# 南鲍汤王庙
36°05′47″N 112°55′20″E / 36.096254106952°N 112.9222483822°E
南鲍汤王庙，位于山西省长治市长子县丹朱镇南鲍村，是一处山西省文物保护单位。
2021年8月4日，南鲍汤王庙公布为第六批山西省文物保护单位，年代为元、清、民国，古建筑类，编号6-159。